# Rhadinaea tolpanorum
Rhadinaea tolpanorum este o specie de șerpi din genul Rhadinaea, familia Colubridae, descrisă de Theodor Holm și Cruz 1994. Conform Catalogue of Life specia Rhadinaea tolpanorum nu are subspecii cunoscute.